# تناغمات ميركمايستير (فلم 2000)
تناغُمات مَيركْمايستِّير (بالهنغارية: Werckmeister harmóniák) هو فيلم درامي ملحمي مجري لعام 2000 من إخراج المخرج المجري العظيم بيلا تار وزوجته ، استنادًا إلى رواية "كآبة المقاومة" للكاتب المجري الكبير "لاسلو كراسناهوركاي"،  يتألف الفيلم من 39 لقطة بطيئة ، ويعد هذا الفيلم من أعظم الأفلام التي أنتجت على الإطلاق بل يراه البعض أعظم أفلام الألفية الجديدة ويشتهر بموسيقاه الأسطورية للملحن الكبير "ميهايل فيج" والتي تتجاوز شهرة الفيلم نفسه ، كتب عنه الناقد الأمريكي المخضرم "جوناثان روزنباوم" بأنه : “مفجعٌ وسحريٌ ومكثفٌ وروحيٌ”.

## وصلات خارجية
تناغُمات مَيركْمايستِّير على قاعدة بيانات الأفلام على الإنترنت